# Tauqeer Dar
Tauqeer Dar (in urdu توقیر ڈار‎?; Lahore, 31 gennaio 1964) è un ex hockeista su prato pakistano.
Ha partecipato ai Giochi di Los Angeles 1984, vincendo la medaglia d'oro.
È nipote e figlio degli hockeisti su prato olimpionici Tanvir Dar e Munir Ahmed Dar.